# 中华人民共和国大法官
中华人民共和国大法官是中华人民共和国拥有最高法官等级的法官。现行法官等级中可以被称为大法官的等级有首席大法官、一级大法官和二级大法官。其中首席大法官由最高人民法院院长担任。

## 法律规定
2019年修订的《中华人民共和国法官法》第二十六条和第二十七条规定，“法官等级分为十二级，依次为首席大法官、一级大法官、二级大法官、一级高级法官、二级高级法官、三级高级法官、四级高级法官、一级法官、二级法官、三级法官、四级法官、五级法官”，“最高人民法院院长为首席大法官”。
第二十八条规定，“法官的等级的确定，以法官所任职务、德才表现、业务水平、审判工作实绩和工作年限为依据。”
第二十九条规定，“法官的等级编制、评定和晋升办法，由国家另行规定。”

## 现任大法官
截至2025年6月，中华人民共和国共有首席大法官1名，一级大法官2名，二级大法官43名。

### 首席大法官
| 张 军 | 最高人民法院院长、党组书记 |

### 一级大法官
| 刘少云 | 中国人民解放军军事法院院长                         |
| 邓修明 | 最高人民法院党组副书记、常务副院长、审判委员会委员 |

### 二级大法官
| 陶凯元          | 最高人民法院副院长，审判委员会委员                                         |
| 杨临萍          | 最高人民法院党组成员、副院长、审判委员会委员，第六巡回法庭分党组书记、庭长 |
| 贺小荣          | 最高人民法院党组成员、副院长、审判委员会委员，第四巡回法庭分党组书记、庭长 |
| 茅仲华          | 最高人民法院党组成员、副院长、审判委员会委员，第一巡回法庭分党组书记、庭长 |
| 沈 亮           | 最高人民法院党组成员、副院长、审判委员会委员，第五巡回法庭分党组书记、庭长 |
| 李 勇           | 最高人民法院党组成员、副院长、审判委员会委员，第二巡回法庭分党组书记、庭长 |
| 高晓力          | 最高人民法院党组成员、副院长、审判委员会委员                               |
| 刘贵祥          | 最高人民法院审判委员会副部级专职委员                                       |
| 王淑梅          | 最高人民法院审判委员会副部级专职委员，第三巡回法庭分党组书记、庭长         |
| 何 莉           | 最高人民法院审判委员会副部级专职委员，刑事审判第一庭庭长                   |
| 寇 昉           | 北京市高级人民法院院长、党组书记                                           |
| 李 静           | 天津市高级人民法院院长、党组书记                                           |
| 黄明耀          | 河北省高级人民法院院长、党组书记                                           |
| 冯 军           | 山西省高级人民法院院长、党组书记                                           |
| 杨宗仁          | 内蒙古自治区高级人民法院院长、党组书记                                     |
| 郑 青           | 辽宁省高级人民法院院长、党组书记                                           |
| 徐家新          | 吉林省高级人民法院院长、党组书记                                           |
| 党广锁          | 黑龙江省高级人民法院院长、党组书记                                         |
| 贾 宇           | 上海市高级人民法院院长、党组书记                                           |
| 夏道虎          | 江苏省高级人民法院院长、党组书记                                           |
| 李占国          | 浙江省高级人民法院院长、党组书记                                           |
| 田云鹏          | 安徽省高级人民法院院长、党组书记                                           |
| 金银墙          | 福建省高级人民法院院长、党组书记                                           |
| 傅信平          | 江西省高级人民法院院长、党组书记                                           |
| 霍 敏           | 山东省高级人民法院院长、党组书记                                           |
| 胡道才          | 河南省高级人民法院院长、党组书记                                           |
| 游劝荣          | 湖北省高级人民法院院长、党组书记                                           |
| 朱 玉           | 湖南省高级人民法院院长、党组书记                                           |
| 张海波          | 广东省高级人民法院院长、党组书记                                           |
| 黄海龙          | 广西壮族自治区高级人民法院院长、党组书记                                   |
| 戴 军           | 海南省高级人民法院院长、党组书记                                           |
| 李永利          | 重庆市高级人民法院院长、党组书记                                           |
| 王树江          | 四川省高级人民法院院长、党组书记                                           |
| 茆荣华          | 贵州省高级人民法院院长、党组书记                                           |
| 张宏伟          | 云南省高级人民法院院长、党组书记                                           |
| 次 登           | 西藏自治区高级人民法院院长、党组书记                                       |
| 韩德洋          | 陕西省高级人民法院院长、党组书记                                           |
| 王中明          | 甘肃省高级人民法院院长、党组书记                                           |
| 张泽军          | 青海省高级人民法院院长、党组书记                                           |
| 安长海          | 宁夏回族自治区高级人民法院院长、党组书记                                   |
| 迪里夏提·沙依木 | 新疆维吾尔自治区高级人民法院院长、党组副书记                               |
| 陈 曦           | 中国人民解放军军事法院副院长                                               |